# Dietrich (Idaho)
Pour les articles homonymes, voir Dietrich.
Dietrich est une ville américaine située dans le comté de Lincoln en Idaho.

## Démographie
| 1950 | 1960 | 1970 | 1980 | 1990 | 2000 |
| ---- | ---- | ---- | ---- | ---- | ---- |
| 16   | 118  | 84   | 101  | 127  | 150  |

| 2010 | - | - | - | - | - |
| ---- | - | - | - | - | - |
| 332  | - | - | - | - | - |

Selon le recensement de 2010, Dietrich compte 332 habitants. La municipalité s'étend alors sur 0,34 mille carré (0,88 km2).